# Jean Augé (sculpteur)
 (mai 2025).
La mise en forme du texte ne suit pas les recommandations de Wikipédia : il faut le « wikifier ».
Les points d'amélioration suivants sont les cas les plus fréquents :
- Les titres sont pré-formatés par le logiciel. Ils ne sont ni en capitales, ni en gras.
- Le texte ne doit pas être écrit en capitales (les noms de famille non plus), ni en gras, ni en italique, ni en « petit »…
- Le gras n'est utilisé que pour surligner le titre de l'article dans l'introduction, une seule fois.
- L'italique est rarement utilisé : mots en langue étrangère, titres d'œuvres, noms de bateaux, etc.
- Les citations ne sont pas en italique mais en corps de texte normal. Elles sont entourées par des guillemets français : « et ».
- Les listes à puces sont à éviter, des paragraphes rédigés étant largement préférés. Les tableaux sont à réserver à la présentation de données structurées (résultats, etc.).
- Les appels de note de bas de page (petits chiffres en exposant, introduits par l'outil «  Source ») sont à placer entre la fin de phrase et le point final[comme ça].
- Les liens internes (vers d'autres articles de Wikipédia) sont à choisir avec parcimonie. Créez des liens vers des articles approfondissant le sujet. Les termes génériques sans rapport avec le sujet sont à éviter, ainsi que les répétitions de liens vers un même terme.
- Les liens externes sont à placer uniquement dans une section « Liens externes », à la fin de l'article. Ces liens sont à choisir avec parcimonie suivant les règles définies. Si un lien sert de source à l'article, son insertion dans le texte est à faire par les notes de bas de page.
- La présentation des références doit suivre les conventions bibliographiques. Il est recommandé d'utiliser les modèles {{Ouvrage}}, {{Chapitre}}, {{Article}}, {{Lien web}} et/ou {{Bibliographie}}. Le mode d'édition visuel peut mettre en forme automatiquement les références.
- Insérer une infobox (cadre d'informations à droite) n'est pas obligatoire pour parachever la mise en page.

Pour une aide détaillée, merci de consulter Aide:Wikification.
Si vous pensez que ces points ont été résolus, vous pouvez retirer ce bandeau et améliorer la mise en forme d'un autre article.
Pour les articles homonymes, voir Jean Augé et Augé.
Jean Augé est un sculpteur et dessinateur audois né le 1er mai 1924 à Lacombe (Aude) et décédé le 7 mai 2002 à Couffoulens. Il est reconnu en tant qu'artiste talentueux au patrimoine de Carcassonne comme Max Savy, Jean Beaubois ou encore l'artiste peintre Jean Camberoque dont il était ami.

## Biographie
Jean Augé naît dans le village de Lacombe, dans l'Aude. En novembre 1944, alors qu’il est affecté au gardiennage du château des Cheminières, près de Castelnaudary, il est victime de l'explosion d’un obus qu’il manipulait, ce qui entraîne la perte de ses deux mains.

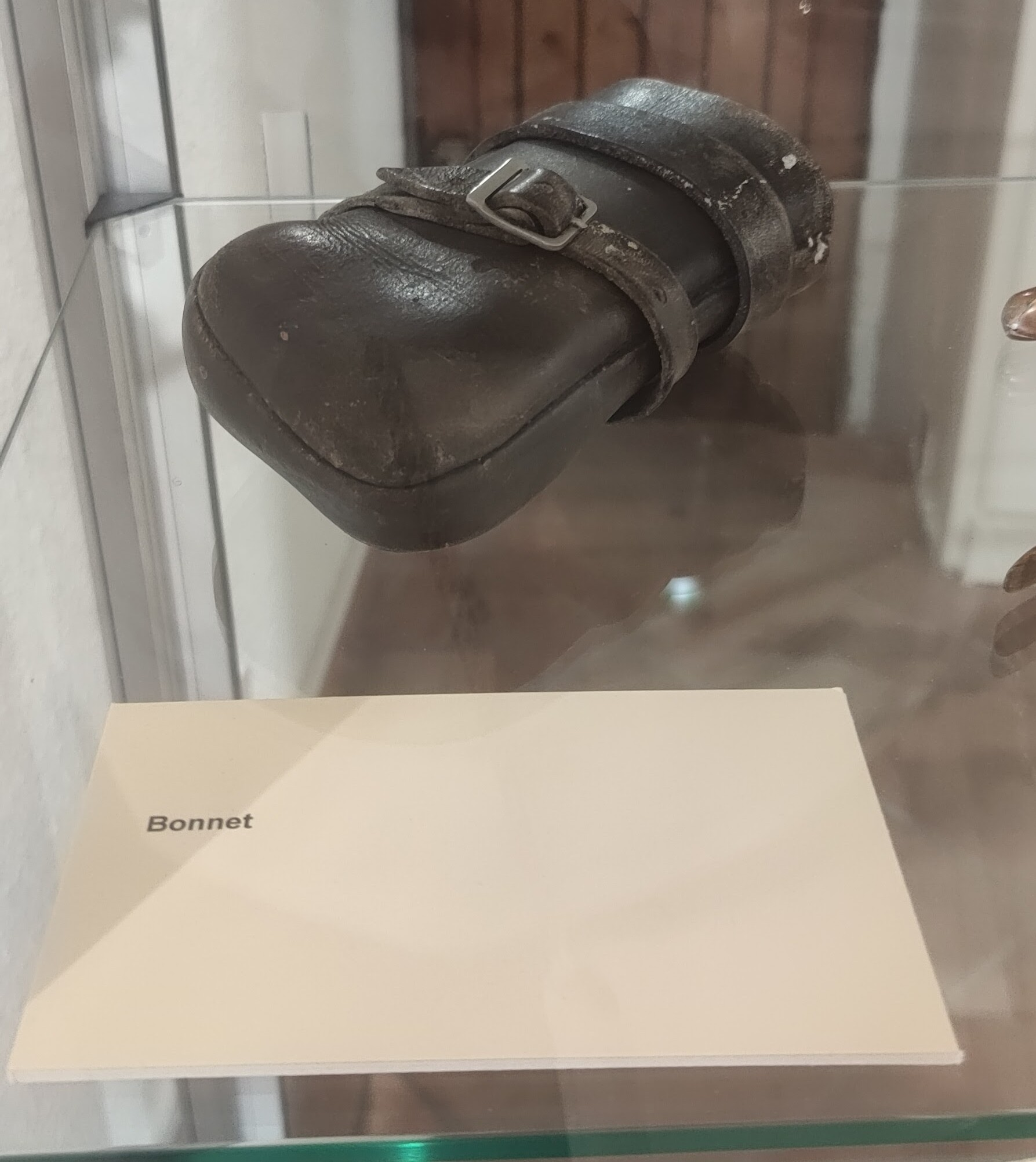
Photo du bonnet de cuir de Jean Augé (sculpteur) pour équiper des outils, prise lors de l'exposition "Passion et volonté"

Malgré ce traumatisme, il entame une formation artistique sous la direction du sculpteur M. L. H. Bousquet, collaborateur du Palais de Chaillot et professeur à Carcassonne. Grâce à un crucifix en bois de noyer réalisé pour le père Norbert Eschman-Maillard (CSSR), il est repéré par le directeur de l'École des beaux-arts de Genève, qui l’invite à intégrer l’établissement. Admis directement en 3e année, il y obtient en 1953 un premier prix de sculpture, décerné par la Société des Vieux Artésiens.
Jean Augé peignait avec des prothèses de cuir fixées à ses moignons, selon les témoignages de ses contemporains, notamment celui de Jean Valina :« Il peignait avec sa sensibilité au bout des moignons qu’il avait équipés de cuirs. »
De retour à Carcassonne après ses études, Jean Augé s'établit dans la maison familiale située à l'angle des rues de Solferino et Charles Lespinasse, sur la rive droite du canal du Midi. La présence d'un buste de Pierre-Paul Riquet sur le toit de la demeure témoigne de son attachement au patrimoine local. C'est dans cet environnement qu'il se consacre pleinement à son art, réalisant des sculptures en divers matériaux tels que le marbre, l'onyx, le plâtre, la calcite et la pierre, qui attirent rapidement l'attention.
Au cours des années suivantes, Augé effectue de fréquents séjours à Paris, où il rencontre des sculpteurs renommés tels que Paul Belmondo, Alfred Janniot, Georges Gimond et René Iché, qui l'encouragent et le conseillent. Bien qu'il ne l'ait pas connu personnellement, l'artiste qui l'influence le plus reste Aristide Maillol, dont le style artistique résonne profondément avec le sien.
En 1956, Jean Augé quitte la maison familiale pour s'installer dans une demeure qu'il fait construire sur les hauteurs de Grazaille, rue Achille Rouquet. Il y réside jusqu'en 1973. La façade de cette maison est ornée d'un parement en pierre sculptée par ses soins, représentant une femme tenant une colombe, mesurant environ 40 × 30 cm.
Parallèlement à sa carrière artistique, Jean Augé s'investit également dans la vie locale. Dans les années 1960, il est chef de la troupe 1re Carcassonne, un groupe scout, témoignant ainsi de son engagement auprès de la jeunesse.
Son œuvre, vaste et variée, comprend dessins, peintures et sculptures. Elles se trouvent dans des collections privées, notamment chez ses descendants, et à divers endroits dans la ville de Carcassonne. La Société Audoise d'Habitat à Loyers Modérés (SAHLM) a souvent commandé ses sculptures pour orner ses nouveaux immeubles, laissant ainsi une trace visible de l'artiste dans plusieurs habitations .
En 2024, à l'occasion du centenaire de la naissance du sculpteur Jean Augé, une exposition « Jean Augé, Passion et volonté » à été mené à la Chapelle Saint-François-Xavier de Carcassonne entre juillet et septembre, puis une conférence intitulée « Jean Augé, sculpteur (1924-2002) » a été organisée en novembre. Cette conférence a été animée par Marie-Chantal Ferriol, conservatrice déléguée des antiquités et objets d'art du département de l'Aude et administratrice de l'Association des Amis de la Ville et de la Cité de Carcassonne (AAVCC) . L'événement a également bénéficié du concours de sa fille, Christine Velay-Augé, qui a partagé des documents et photographies inédits, offrant ainsi un regard intime sur le parcours de l'artiste,.

## Vie personnelle
Il est le fils de Jean Paul dit Beulaigue Augé et de Marie Augé (née Izard). Il épouse Denise Debray en 1947 à La Bourboule, dans le Puy-de-Dôme. Le couple a trois enfants : Jean-Paul Augé, Françoise Augé et Christine Velay-Augé.

## Œuvres

### Œuvres publiques
- La Mer Méditerranée (1985) : bronze, fondu à la cire perdue, exposé à Sérignan, dans l'Hérault[5]
- La Main : granit de 3,50 m exposé dans l'enceinte du lycée technique Jules-Fil, Carcassonne[6]
- Femme les pieds dans l'eau : place du centre commercial du Viguier (Commande de la ville de Carcassonne en 1990)
- Buste en fonte à l'effigie de Jean-Pierre Cros-Mayrevieille, 1989, identique à l'original inauguré en 1911 mais qui avait malheureusement été fondu pendant la guerre. Son moule a été donné le 27 février 2017 à l'Association des Amis de la Ville et de la Cité de Carcassonne.
- Les cygnes sauvages : plomb de 1,20 m à l'école des Serres, Carcassonne[7]
- L'envol : pierre et plomb de 5 m, Rond point de circulation à Trèbes dans l'Aude
- Méditerranée : fontaine en bronze et granit de 5,10 m, Le viguier à Carcassonne

#### Participation
- L’Aude de Marcel Homs, en collaboration avec Jean Augé, au lycée Paul Sabatier pour au titre du 1 % artistique[8],[9]

### Œuvres de collection privé

#### Sculpture
- Galinetta adolescente : plâtre de 60 cm de haut
- Peira Lisa (il en existe plusieurs dont une en bronze et une autre en calcite, en taille direct)
- Portrait de Jean-Paul : marbre rouge de 37 cm
- Portrait de Line (visible lors de l'exposition "passion et volonté" à la Chapelle Saint-François-Xavier) : bronze de 35 cm
- Portrait de Denise (visible lors de l'exposition "passion et volonté" à la Chapelle Saint-François-Xavier)
- La Mer : bronze "à cire perdue" de 63 cm
- Torse de jeune fille : onyx brun, en taille direct, 36 cm
- La femme qui marche : plomb martelé (technique propre à l'artiste)
- Baigneuse se coiffant : bronze "à cire perdue"
- Le secret de Montségur : marbre, taille directe de 100 cm
- Les goélands : bronze, 85 cm
- Arabesque : plomb martelé (technique propre à l'artiste), 75 cm
- Femme en robe ajustée : plomb martelé, hauteur 60 cm
- Pomone (visible lors de l'exposition "passion et volonté" à la Chapelle Saint-François-Xavier) : bronze de 60 cm
- Torse de femme enceinte ou Les promesses d'été : calcite onychite, taille directe de 60 cm
- Portrait de Diana : plomb martelé de 60 cm
- Grand torse de danseuse : plomb martelé de 105 cm
- Leida : (il en existe plusieurs dont une en bronze et une autre en marbre, en taille direct) de 32 cm de large
- Martyre Cathare : bronze
- L'Atacienne (visible lors de l'exposition "passion et volonté" à la Chapelle Saint-François-Xavier) : plomb martelé de 95 cm de haut
- Quand se vira marin
- Nu accroupi : bronze de 26 cm de large
- L'abandon (dans la série des amoureux) : bronze de 29 cm
- Danseuse debout
- Maternité : bronze de 50 cm de hauteur (visible lors de l'exposition "passion et volonté" à la Chapelle Saint-François-Xavier)
- Surprise (dans la série des amoureux) : bronze de 33 cm
- Raymond Roger Trencavel, Maquette lycée Paul Sabatier, Plâtre, 50 × 70 × 6 cm, Musée des beaux-arts de Carcassonne[10].

Le Musée des beaux-arts de Carcassonne possède certaines de ces œuvres.

#### Dessin
On retrouve également beaucoup de dessins à l'encre de chine, au lavis, au pastel, à la sanguine et/ou à la pierre noire. Beaucoup de femmes nues y sont représenté

## Expositions
- Musée des beaux-arts de Carcassonne, du 1er juillet au 15 août 2004[2]
- Hommage lors des Journées du patrimoine, exposition rétrospective à l’ancien collège André-Chénier de Brousses-et-Villaret, en septembre 2015, organisée avec la participation de son fils Jean-Paul Augé[12]
- Invité d'honneur du 31e Salon d'Automne à Sorgues, présenté par son fils Jean-Paul Augé, du samedi 12 novembre au jeudi 8 décembre 2016[13],[14]
- Exposition présentée du 29 novembre 2019 au 5 avril 2020, au Musée des beaux-arts de Carcassonne[10]
- Chapelle Saint-François-Xavier, "Passion et volonté", Carcassonne du mardi 2 juillet au dimanche 22 septembre 2024, avec une partie de la collection privé de sa fille[15]